# Joseph Lau
Joseph Lau Luen-hung (劉鑾雄S; Hong Kong, 21 luglio 1951) è un imprenditore inglese-cinese di Hong Kong quando la città era ancora britannica, miliardario ed ex presidente della società immobiliare Chinese Estates e collezionista di arte e  vini. La sua fortuna è stimata secondo Forbes in 13,3 miliardi di dollari nel settembre 2021.
Nel 2014 è stato condannato a Macao per corruzione. Tra Macao e Hong Kong non sono comunque attivi accordi di estradizione.

## Biografia
Joseph Lau è nato nel luglio 1951 a Hong Kong. Ha un fratello minore, Thomas, e due sorelle minori. Ha frequentato l'Università di Windsor in Canada prima di tornare nel 1974 ad Hong Kong per unirsi all'attività di famiglia nella produzione di ventilatori elettrici. Nel 1978 ha ribattezzato la società Evergo Industrial Enterprise. Nel 1982, la società ha tenuto un'offerta pubblica iniziale a Hong Kong. Nel 1985, Lau ha spostato il focus aziendale di Evergo sui servizi di investimento e gestione della proprietà. 
Lau è diventato l'azionista di maggioranza di Chinese Estates Holdings quando ha acquisito una partecipazione del 43% nella società tramite Evergo nel 1986. Da allora, ha ampliato i suoi investimenti immobiliari attraverso una serie di acquisizioni. Nel 2000, ha acquisito il 67% del capitale di Chi Cheung Investment. 
Chinese Estates Holdings ha sviluppato The ONE, il complesso commerciale più alto di Hong Kong, aperto nel 2010. Nel 2017, Lau ha regalato la proprietà a sua moglie Kimbie Chan Hoi-wan e ai loro figli. 
Nel marzo 2014, Lau si è dimesso dalle sue posizioni di presidente e CEO di Chinese Estates dopo che un tribunale di Macao lo ha condannato per corruzione e riciclaggio di denaro. Suo figlio Lau Ming-wai ha accettato la presidenza della società. Sue Chan, la sorella maggiore della moglie di Lau, Kimbie, è diventata l'amministratrice delegata della società.

## Collezioni di arte e vino
Lau è un appassionato collezionista d'arte. Si colloca nella lista di ART News dei "200 migliori collezionisti". Nel 2017, Forbes ha stimato il valore totale della sua collezione d'arte a circa 1 miliardo di dollari. 
Lau ha acquistato Everything Must Go (1984) di Jean-Michel Basquiat per 250.000 dollari negli anni '90. Nel 2006, Lau ha acquistato Mao (1977) di Andy Warhol, un ritratto di Mao Zedong, per 17,4 milioni di dollari da Christie's. Nel 2007, Lau ha acquistato Te Poipoi (The Morning) (1892) di Paul Gauguin, un dipinto di una scena tahitiana, per 39,2 milioni di dollari a un'asta di Sotheby's. 
Nel febbraio 2020, Lau ha offerto il suo dipinto di David Hockney The Splash (1966) alla vendita di arte contemporanea di Sotheby's a Londra. Il dipinto è stato venduto per 29,9 milioni di dollari, che è il terzo prezzo più alto mai raggiunto per un Hockney all'asta. 
Lau possiede una collezione di oltre 10.000 bottiglie di vino rosso. Nell'ottobre 2020, le vendite dei vini francesi di Lau da Sotheby's a Hong Kong hanno portato un totale di 6,8 milioni di dollari, più che raddoppiando le aspettative di prevendita. Dopo il successo della vendita, Lau ha venduto 147 lotti (533 bottiglie in totale) sempre da Sotheby's a Hong Kong. La vendita ha fruttato un totale di 6,8 milioni di dollari, raddoppiando anche la stima pre-vendita.

## Vita privata
Lau ha sposato Bo Wing-kam (1954-2003) nel 1977 e hanno divorziato nel 1992. Hanno avuto due figli: un figlio, Lau Ming-wai (nato nel 1979 a dicembre) e la figlia Jade Lau Sau-yung (nata nel 1983). Nel 2008, la moglie di Lau Ming-wai ha dato alla luce due gemelli, sono i nipoti maggiori di Lau. Lau Ming-wai, cittadino britannico, è vicepresidente del Chinese Estates Group ed è sia presidente della Commissione governativa per i giovani sia membro del comitato direttivo del Community Care Fund da 10 miliardi di HK$, istituito nel 2010. Era già membro della Commissione sulla povertà. Nel 2011, ha fatto parte del team elettorale di Henry Tang per le elezioni dell'amministratore delegato del 2012.
Lau ha avuto due figli con l'ex assistente Kimbie Chan (alias Chan Hoi-wan): una figlia, Josephine (nata nel 2008) e un figlio (nato nel 2012).
Nel maggio 2007, Lau si è rivelato essere tra i primi sette acquirenti di un jet Boeing 787 Dreamliner per uso privato.
Nel 2009, Lau ha acquistato un diamante blu da 7,03 carati per sua figlia Josephine, che ha chiamato "Stella di Josephine" da Sotheby's per 9,5 milioni di dollari. Nel novembre 2014, Lau ha acquistato un diamante blu da 9,75 carati per sua figlia Zoe di 13 anni da Sotheby's per 32,6 milioni di dollari, che ha chiamato "Zoe Diamond". Le comprò anche una spilla Cartier con un rubino da 10,1 carati, che chiamò "Zoe Red", da Christie's per 8,4 milioni di dollari.
Nel novembre 2015, Lau ha acquistato due costosi diamanti per sua figlia Josephine di 7 anni.  Il 10 novembre, ha acquistato un diamante rosa da 16,08 carati da Christie's per 28,5 milioni di dollari. Il giorno successivo, Lau ha acquistato un diamante blu da 12,03 carati da Sotheby's per 48,4 milioni di dollari, stabilendo nuovi record per il gioiello più costoso venduto all'asta e il diamante più costoso di sempre. Successivamente li ribattezzò rispettivamente " Sweet Josephine " e " Blue Moon of Josephine " in onore di sua figlia.
Il 7 dicembre 2016, Lau ha sposato Chan Hoi-wan (Kimbee) a Hong Kong, hanno due figli. Nel 2017, citando gravi problemi di salute, il magnate degli affari ha trasferito le sue quote del 75% in Chinese Estates alla sua nuova moglie e suo figlio.